# Квомтарские языки
Квомтарские языки (квомтари; англ. Kwomtari languages) — небольшая семья папуасских языков, распространённая в Папуа — Новой Гвинее. Распространены в северной части центра острова Новая Гвинея в центре провинции Сандаун (бывший Западный Сепик), в округе Аманаб. Название происходит от языка квомтари, а тот назван по названию одноимённой деревни.

## Состав
Сейчас обычно в состав квомтарских языков включают три языка:
- собственно квомтарская ветвь (квомтари-наи, Nuclear Kwomtari, Kwomtari-Nai)
  - квомтари (Kwomtari; самоназвания: Glefe, Klefe, Kefe, Kisofe[1]) — 800 чел. (2008[2])
  - наи (биака, амини; Nai, Biaka) — 600 чел. (2003 SIL)
- гуриасо (Guriaso) — 160 чел. (2003 SIL).

Согласно [Loving and Bass 1964: 3] процент лексических совпадений между квомтари и наи равен 30 % (подсчитан на основе 180-словного списка Сводеша).
Гуриасо наиболее далёк от квомтари и наи, однако его родство подтверждается обнаруженными рядами соответствий:
| Значение                                  | Гуриасо       | Квомтари       |
| ----------------------------------------- | ------------- | -------------- |
| Соответствия                              | n             | ɾ, l           |
| Глагольные суффиксы (1 мн., 2 мн., 3 мн.) | -nɔ, -mɛ, -no | -ɾe, -mo, -ɾe* |
| собака                                    | map           | mau            |
| ухо                                       | mətɛnu        | futɛne         |
| крокодил                                  | mɔməni        | maməle         |
| маленький                                 | tɔkəno        | tɔkweɾo        |
| нос                                       | apədu         | tipu**         |

* Ср. в наи -ɾo, -mo, -na.
** Метатеза /p/ и /t/.
Существует латинская письменность для языков квомтари и наи.
Ближайшими соседями квомтарских языков являются:
- погранично-папуасские языки — на западе
- изолированные языки одиай и яле — на юге
- языки семьи торричелли — на востоке
- скоские языки — на севере

## Внешняя классификация
Впервые эта семья была выделена в работе [Loving and Bass 1964] в составе филы квомтари, которая включала две семьи: собственно квомтари (языки квомтари и биака) и фас (языки фас и байбай). Как позднее обнаружил Витце Барон (1983) значительная часть лексического материала была набрана с искажением, так что переводы находились на строчку ниже соответствующих слов. Видимо, именно это послужило причиной того, что Лейкок в своей работе 1975 года приводит несколько иную классификацию этих языков, объединив в одну семью языки фас и квомтари, а в другую биака и байбай. Кроме того, Лейкок добавил ещё один язык — пью (Pyu), который по его мнению, вместе с квомтари-фасскими языками образует общую филу (Kwomtari Phylum).
Таким образом в классификации Стивена Вурма (1977-82) эта языки выделялись в качестве отдельной семьи в составе филы квомтари (ныне называется квомтари-фасская фила). Барон в своей работе заново перепроверил все данные и вернулся в основном к классификации Ловинга и Басса. Более того, Барон обнаружил ещё один доселе неизвестный язык — гуриасо, достаточно близкий квомтарским языкам. Таким образом, фила квомтари согласно Барону делится на две семьи: квомтарскую (квомтари, наи и гуриасо) и фасскую (фас и байбай) и изолят пью. При этом Барон не обнаружил никаких подтверждений родства между языками квомтарскими, фасскими и пью.
Малком Росс (2005) на основе предполагаемой схожести местоименных систем выдвинул араи-квомтарийскую гипотезу (Left May-Kwomtari / Arai-Kwomtari languages) о родстве арайских языков и квомтари-байбайских языков. Так как последние сами по себе являются ошибочной гипотезой, валидность всей гипотезы ставится под сомнение.